# Tepansari
Tepansari is een bestuurslaag in het regentschap Purworejo van de provincie Midden-Java, Indonesië. Tepansari telt 1377 inwoners (volkstelling 2010).